# Francisco Sandaza
Francisco José Sandaza Asensio (Toledo, 30 novembre 1984) è un ex calciatore spagnolo, di ruolo attaccante.

## Carriera
Sandaza comincia la sua carriera da professionista nel Valencia B, ovvero la squadra riserve, nel 2004 e qui resta fino al 2008 con due parentesi in prestito alle squadre dell'Onda e del Puçol.
Durante la sua avventura Valenciana mette a segno 23 reti in 36 partite disputate.
Nel luglio 2008 comincia la sua avventura in SPL con il Dundee Utd: qui resta per due stagioni, con 11 gol in 38 presenze.
Durante la stagione 2009-2010 si infortuna all'inguine e resta fermo per tutta la stagione, per poi trasferirsi al club inglese del Brighton & Hove Albion, con cui firma un contratto di un anno.
Il 25 luglio 2011 firma per la squadra di SPL del St. Johnstone. Dopo 14 gol in 27 partite passa ai Rangers che gli offrono un pre-contratto per la stagione 2012-2013. Inizialmente Sandaza rifiuta, poi nell'agosto 2012 firma un contratto triennale con la compagine protestante di Glasgow.
Il 18 agosto 2012 segna la sua prima rete nel campionato di Scottish Third Division contro l'East Stirling.

## Palmarès

### Club

#### Competizioni nazionali
- Coppa di Scozia: 1

Dundee United: 2009-2010